# Dole (gmina Idrija)
Dole – wieś w Słowenii, w gminie Idrija. W 2018 roku liczyła 139 mieszkańców.